# Laccophilus bifasciatus
Laccophilus bifasciatus là một loài bọ cánh cứng trong họ Bọ nước. Loài này được Chevrolat miêu tả khoa học năm 1863.